# Bilistra cavernicola
Bilistra cavernicola är en kräftdjursart som beskrevs av Boris Sket och Bruce 2004. Bilistra cavernicola ingår i släktet Bilistra och familjen klotkräftor. Inga underarter finns listade i Catalogue of Life.